# The Odyssey (film, 2026)
The Odyssey är en kommande episk action-fantasyfilm, med premiär planerad till 2026. Filmen är regisserad av Christopher Nolan, som även skrivit manuset som är baserad på eposen Odysséen av Homeros.
Filmen är planerad att ha biopremiär i Sverige den 17 juli 2026, utgiven av Universal Pictures.

## Handling
The Odyssey följer den grekiske hjälten Odysseus på hans långa och farofyllda resa hem från det trojanska kriget. Under färden ställs han inför övernaturliga prövningar och möten med mytiska varelser som cyklopen Polyfemos, sirenerna och gudinnan Kirke.

## Rollista (i urval)
Källor: 

- Matt Damon – Odysseus[9]
- Tom Holland – Telemachos[10]
- Anne Hathaway
- Zendaya
- Lupita Nyong'o
- Robert Pattinson
- Charlize Theron – Kirke[11]
- Jon Bernthal
- Benny Safdie
- John Leguizamo
- Elliot Page
- Himesh Patel
- Samantha Morton
- Jesse Garcia
- Will Yun Lee
- Mia Goth
- Corey Hawkins
- Cosmo Jarvis

## Produktion
Filmen började spelas in den 25 februari 2025 i Aït Benhaddou i Marocko. Den spelas in med hjälp av ny IMAX-teknik, med Hoyte van Hoytema som filmfotograf efter att ha arbetat med flera av Nolans tidigare filmer. Filmens inspelningsplatser består även av Favignana i Sicilien, Peloponnesosregionen i Grekland och Storbritannien.

## Släpp
The Odyssey har planerad biopremiär i USA och Sverige den 17 juli 2026, distribuerad av Universal Pictures. Den 17 juli 2025 började IMAX 70mm-biografer världen över att sälja biljetter, ett år före filmens planerade premiär.